# Tour de Yorkshire de 2016
A 2.ª edição da competição ciclista Tour de Yorkshire celebrou-se no Reino Unido entre 29 de abril e 1 de maio de 2016 sobre um percurso de 517,5 quilómetros.
A prova pertenceu ao UCI Europe Tour de 2016 dentro da categoria 2.1
A corrida foi vencida pelo corredor francês Thomas Voeckler da equipa Direct Énergie, em segundo lugar Nicolas Roche (Team Sky) e em terceiro lugar Anthony Turgis (Cofidis, Solutions Crédits).

## Equipas participantes
Tomaram parte na corrida 18 equipas: 7 de categoria UCI ProTeam convidados pela organização; 5 de categoria Profissional Continental; 5 de categoria Continental e 1 selecção nacional. Formando assim um pelotão de 144 ciclistas dos que acabaram 89. As equipas participantes foram:
| Equipa                      | Cód. UCI | Categoria                |
| --------------------------- | -------- | ------------------------ |
| BMC Racing Team             | BMC      | UCI ProTeam              |
| Dimension Data              | DDD      | UCI ProTeam              |
| Orica GreenEDGE             | OGE      | UCI ProTeam              |
| Team Katusha                | KAT      | UCI ProTeam              |
| Team Giant-Alpecin          | TGA      | UCI ProTeam              |
| Team LottoNL-Jumbo          | TLJ      | UCI ProTeam              |
| Team Sky                    | SKY      | UCI ProTeam              |
| Cofidis, Solutions Crédits  | COF      | Profissional Continental |
| Direct Énergie              | DÊEM     | Profissional Continental |
| One Pro Cycling             | ONE      | Profissional Continental |
| Roompot Oranje Peloton      | ROP      | Profissional Continental |
| Topsport Vlaanderen-Baloise | TSV      | Profissional Continental |
| JLT Condor                  | JLT      | Continental              |
| NFTO                        | NPC      | Continental              |
| Madison Genesis             | MGT      | Continental              |
| Team Raleigh-GAC            | RAL      | Continental              |
| Team Wiggins                | WGN      | Continental              |
| Selecção da Grã-Bretanha    |          | Selecção nacional        |

## Etapas
O Tour de Yorkshire dispôs de três etapas para um percurso total de 517,5 quilómetros.
| Etapa | Data    | Percurso                    | type            | Distância (km) | Vencedor          | Líder geral       |
| ----- | ------- | --------------------------- | --------------- | -------------- | ----------------- | ----------------- |
| 1     | 29 abr. | Beverley – Settle           | etapa escarpada | 187            | Dylan Groenewegen | Dylan Groenewegen |
| 2     | 30 abr. | Otley – Doncaster           | etapa plana     | 136,5          | Danny van Poppel  | Dylan Groenewegen |
| 3     | 1 mai.  | Middlesbrough – Scarborough | etapa escarpada | 198            | Thomas Voeckler   | Thomas Voeckler   |

## Classificações finais
- As classificações finalizaram da seguinte forma:[5]

### Classificação geral
| Posição | Ciclista             | Equipa                     | Tempo         |
| ------- | -------------------- | -------------------------- | ------------- |
|         | Thomas Voeckler      | Direct Énergie             | 13h 5 min 16s |
| 2.º     | Nicolas Roche        | Sky                        | a 6 s         |
| 3.º     | Anthony Turgis       | Cofidis, Solutions Crédits | a 16 s        |
| 4.º     | Adam Yates           | Orica GreenEDGE            | a 17 s        |
| 5.º     | Steven Kruijswijk    | LottoNL-Jumbo              | a 21 s        |
| 6.º     | Lars Petter Nordhaug | Sky                        | a 52 s        |
| 7.º     | Gianni Moscon        | Sky                        | a 53 s        |
| 8.º     | Nikias Arndt         | Giant-Alpecin              | a 1 min 13 s  |
| 9.º     | Serge Pauwels        | Dimension Data             | a 1 min 20 s  |
| 10.º    | Dion Smith           | One Pró                    | a 1 min 21 s  |

### Classificação da montanha
| Posição | Ciclista        | Equipa         | Pontos |
| ------- | --------------- | -------------- | ------ |
|         | Nathan Haas     | Dimension Data | 7      |
| 2.º     | Richard Handley | One Pró        | 7      |
| 3.º     | Nicolas Roche   | Sky            | 7      |

### Classificação por pontos
| Posição | Ciclista          | Equipa        | Pontos |
| ------- | ----------------- | ------------- | ------ |
|         | Dylan Groenewegen | LottoNL-Jumbo | 27     |
| 2.º     | Danny van Poppel  | Sky           | 21     |
| 3.º     | Nikias Arndt      | Giant-Alpecin | 19     |

### Classificação por equipas
| Posição | Equipa  | Tempo          |
| ------- | ------- | -------------- |
|         | Sky     | 39h 17 min 46s |
| 2.º     | BMC     | a 5 min 52 s   |
| 3.º     | Katusha | a 9 min 9 s    |

## Evolução das classificações
| Etapa (Vencedor)              | Classificação geral | Classificação da montanha | Classificação por pontos | Classificação por equipas |
| ----------------------------- | ------------------- | ------------------------- | ------------------------ | ------------------------- |
| 1.ª etapa (Dylan Groenewegen) | Dylan Groenewegen   | Dylan Groenewegen         | Peter Williams           | Team Sky                  |
| 2.ª etapa (Danny van Poppel)  | Dylan Groenewegen   | Dylan Groenewegen         | Richard Handley          | Team Sky                  |
| 3.ª etapa (Thomas Voeckler)   | Thomas Voeckler     | Dylan Groenewegen         | Nathan Haas              | Team Sky                  |
| Classificação final           | Thomas Voeckler     | Dylan Groenewegen         | Nathan Haas              | Team Sky                  |

## UCI Europe Tour
O Tour de Yorkshire outorga pontos para o UCI Europe Tour de 2016, somente para corredores de equipas Profissional Continental e Equipas Continentais. A seguinte tabela corresponde ao barómetro de pontuação:
| Posição                   | 1.º | 2.º | 3.º | 4.º | 5.º | 6.º | 7.º | 8.º | 9.º | 10.º | 11.º | 12.º | 13.º-15.º | 16.º-25.º |
| Classificação geral final | 125 | 85  | 70  | 60  | 50  | 40  | 35  | 30  | 25  | 20   | 15   | 10   | 5         | 3         |
| Por etapa                 | 14  | 5   | 3   |     |     |     |     |     |     |      |      |      |           |           |
| Líder Geral por etapa     | 3   |     |     |     |     |     |     |     |     |      |      |      |           |           |

| Posição | Ciclista             | Equipa                     | Pontos |
| ------- | -------------------- | -------------------------- | ------ |
| 1.º     | Thomas Voeckler      | Direct Énergie             | 125    |
| 2.º     | Nicolas Roche        | Team Sky                   | 85     |
| 3.º     | Anthony Turgis       | Cofidis, Solutions Crédits | 70     |
| 4.º     | Adam Yates           | Orica GreenEDGE            | 60     |
| 5.º     | Steven Kruijswijk    | Team LottoNL-Jumbo         | 50     |
| 6.º     | Lars Petter Nordhaug | Team Sky                   | 40     |
| 7.º     | Gianni Moscon        | Team Sky                   | 35     |
| 8.º     | Nikias Arndt         | Team Giant-Alpecin         | 30     |
| 9.º     | Serge Pauwels        | Dimension Data             | 25     |
| 10.º    | Dion Smith           | One Pro Cycling            | 20     |

Ademais, também outorgou pontos para o UCI World Ranking (classificação global de todas as corridas internacionais).
| Posição             | 1.º | 2.º | 3.º | 4.º | 5.º | 6.º | 7.º | 8.º | 9.º | 10.º |
| Classificação geral | 40  | 30  | 25  | 20  | 15  | 10  | 5   | 3   | 3   | 3    |
| Por etapa           | 7   | 3   | 1   |     |     |     |     |     |     |      |
| Líder               | 1   |     |     |     |     |     |     |     |     |      |

| Posição | Ciclista             | Equipa                     | Geral | Etapa | Líder | Total |
| ------- | -------------------- | -------------------------- | ----- | ----- | ----- | ----- |
| 1.º     | Thomas Voeckler      | Direct Énergie             | 40    | 7     | -     | 47    |
| 2.º     | Nicolas Roche        | Team Sky                   | 30    | 3     | -     | 33    |
| 3.º     | Anthony Turgis       | Cofidis, Solutions Crédits | 25    | -     | -     | 25    |
| 4.º     | Adam Yates           | Orica GreenEDGE            | 20    | 1     | -     | 21    |
| 5.º     | Steven Kruijswijk    | Team LottoNL-Jumbo         | 15    | -     | -     | 15    |
| 6.º     | Lars Petter Nordhaug | Team Sky                   | 10    | -     | -     | 10    |
| 7.º     | Gianni Moscon        | Team Sky                   | 5     | -     | -     | 5     |
| 8.º     | Nikias Arndt         | Team Giant-Alpecin         | 3     | 2     | -     | 5     |
| 9.º     | Serge Pauwels        | Dimension Data             | 3     | -     | -     | 3     |
| 10.º    | Dion Smith           | One Pro Cycling            | 3     | -     | -     | 3     |